# Ulme
Ulme é uma povoação portuguesa sede da Freguesia de Ulme do Município da Chamusca, freguesia com 121,8 km² de área e 1000 habitantes (censo de 2021), tendo, por isso, uma densidade populacional de 8,2 hab./km².
Recebeu foral em 1561 juntamente com a Chamusca, durante o reinado de D. Sebastião (outorgado por D. Catarina de Áustria). Após a Restauração, em 1640, passou a pertencer à "Casa das Rainhas". Foi vila e sede de concelho até 24 de outubro de 1855, sendo então integrada no concelho da Chamusca. Era constituído por uma freguesia e tinha, em 1801, 1059 habitantes. Após as reformas administrativas do início do liberalismo, foram-lhe anexadas as freguesias de Bemposta (entre 1836 e 1844), Chouto e Vale de Cavalos. O concelho tinha, em 1849, 2352 habitantes.
A freguesia engloba uma série de casais e pequenas aldeias nas margens da Ribeira de Ulme. A sede da freguesia, Ulme, conta com mais de 700 habitantes, ao passo que na aldeia de Semideiro e lugares circundantes residem cerca de 400 indivíduos. O setor primário é a principal atividade da população da freguesia, embora possua também alguma indústria (papel, tijolo, extracção de água).

## Demografia
A população registada nos censos foi:
| Distribuição da População por Grupos Etários | Distribuição da População por Grupos Etários | Distribuição da População por Grupos Etários | Distribuição da População por Grupos Etários | Distribuição da População por Grupos Etários |
| -------------------------------------------- | -------------------------------------------- | -------------------------------------------- | -------------------------------------------- | -------------------------------------------- |
| Ano                                          | 0-14 Anos                                    | 15-24 Anos                                   | 25-64 Anos                                   | > 65 Anos                                    |
| 2001                                         | 183                                          | 191                                          | 769                                          | 359                                          |
| 2011                                         | 127                                          | 129                                          | 661                                          | 360                                          |
| 2021                                         | 109                                          | 71                                           | 503                                          | 317                                          |

## Localidades
A freguesia inclui nove localidades:
- Ulme
- Semideiro
- Balsas
- Gaviãozinho
- Gavião
- Casalinho
- Quinta da Murta
- Salgueiral
- Cascalheira de Cima

## Património
- Igreja Paroquial de Santa Maria
- Casa da Forca ou Antiga Casa da Câmara
- Ermida de Nossa Senhora da Conceição
- Ermida de Santa Margarida
- Capela das Balsas

## Personalidades ilustres
- Senhor da Chamusca e Ulme

## Colectividades
- Juventude Clube de Ulme
- Sociedade Recreativa Ulmense
- Centro Cultural de Ulme